# Хомовцы
Хомо́вцы (укр. Хомівці) – село, расположенное на территории Бобровицкого района Черниговской области (Украина) на берегу реки Быстрица. Первым жителем был Хома Брыль, что переехал из Браницы, от его имени и происходит название села.
Население составляет 8 жителей (2006 год). Плотность населения — 21,16 чел/кв.км.
Впервые упоминается в 1850 году.
Село Хомовцы находится примерно в 9 км к северо-западу от центра города Бобровица. Средняя высота населённого пункта — 113 м над уровнем моря. Село находится в зоне умеренного умеренно континентального климата.